# Хелга М. Новак
Хелга М. Новак (на немски: Helga M. Novak) е литературен псевдоним на германската писателка Мария Карлсдотир, авторка на поезия и проза.

## Биография и творчество
Хелга М. Новак е родена през 1935 г. в Берлин. Израства като осиновено дете. Против волята на родителите си встъпва в редовете на комунистическия Съюз на свободната немска младеж и учи в държавен интернат в близост до Берлин. През 1954 г. полага там матура и до 1957 г. следва журналистика и философия в Лайпцигския университет. После се издържа като монтьор, лаборантка и книжар.
През 1961 г. заминава за Исландия, където се омъжва за исландец. От този – по-късно разтрогнат – брак има две деца.
Новак работи временно във фабрика за преработка на риба и в тъкачница за килими. Наред с това предприема пътувания във Франция, Испания и САЩ.
През 1965 г. се завръща в ГДР и следва в Литературния институт „Йоханес Р. Бехер“ в Лайпциг. През 1966 г. ѝ е отнето източногерманското гражданство поради разпространяване на изготвени и размножени от нея критични за режима текстове.
Отначало се установява отново в Исландия и през 1966 г. взима за първи път участие в заседанието на свободното писателско сдружение „Група 47“, проведено в Принстън.
През 1967 г. се преселва във Федерална република Германия. Живее с редуване в Берлин, Югославия и Франкфурт на Майн. Има исландско гражданство.
Новак започва като автор на политически ангажирана поезия, в която се изобличава тоталното вмешателство на източногерманската държава в личния живот на гражданите. По-късно преминава към реалистична природна лирика.
Нейната проза има отначало документален характер. От значение са трите ѝ ранни автобиографични романа. Създава и голям брой радиопиеси.
Въпреки обемистото си, най-често положително оценено от критиката творчество, Новак заема в съвременната немскоезична литература позицията на аутсайдер. Писателят Волф Бирман я определя като „най-голямата поетеса на ГДР“.
От 1972 г. Хелга М. Новак е член на Съюза на немските писатели, а от 1971 г. – на немския ПЕН клуб.
През 1991 г. официално оповестява бившата си дейност като таен сътрудник на ЩАЗИ.
От 1987 г. живее в Легбад, Тухолски окръг в северна Полша, а от средата на 2000-те години – в Еркнер край Берлин.

## Награди и отличия
- 1968: „Бременска литературна награда“
- 1979/1980: Stadtschreiberin von Bergen-Enkheim
- 1985: „Кранихщайнска литературна награда“
- 1989: Roswitha-Gedenkmedaille
- 1989: Ernst-Reuter-Preis für Nekropole
- 1990: „Марбургска литературна награда“
- 1993: „Награда Герит Енгелке“
- 1994: Ehrengabe der Deutschen Schillerstiftung
- 1997: „Бранденбургска литературна награда“
- 1998: Ehrengabe der Bayerischen Akademie der Schönen Künste
- 2001: „Награда Ида Демел“
- 2009: Johann-Gottfried-Seume-Literaturpreis für wo ich jetzt bin
- 2010: „Награда Кристиан Вагнер“
- 2012: „Награда Дросте“[6][7]